# Adeloga di Kitzingen
Adeloga di Kitzingen (... – 2 febbraio 745) fu una principessa e badessa dell'ordine benedettino.

## Agiografia
Secondo una leggenda agiografica, Adeloga era figlia di Carlo Martello, re di Francia: rifiutò tutti i pretendenti per dedicare la sua vita al servizio di Dio. Accusata di avere una relazione con il cappellano di corte, si rifugiò a Kitzingen, in Franconia. Qui assieme al cappellano fondò un monastero benedettino, di cui divenne prima badessa; in vita compì molti miracoli che spinsero il re di Francia a sostenere il suo operato.
In realtà questa sua leggenda fu composta nel XIV secolo dalla badessa di Kitzingen Anna di Heideck. I ricercatori concordano sul fatto che Carlo Martello non avesse una figlia di nome Hadeloga, il cui nome è piuttosto da associare sulla base del Leitname alla stirpe della Franconia orientale dei Mattonidi, che fondò diversi monasteri nella zona circostante. La famiglia cercava così di provvedere ai suoi secondogeniti.
Il 2 febbraio 745 Adeloga morì e venne sepolta nella cappella del monastero. Dal 1525, anno in cui l'edificio fu attaccato da dei contadini ribelli, non si hanno più notizie delle sue reliquie; dopo la profanazione il monastero venne affidato alle Orsoline.